# Katharine, Ducesă de Kent
Katharine, Ducesă de Kent (Katharine Lucy Mary; născută Worsley; n. 22 februarie 1933), este soția Prințului Eduard, Duce de Kent, nepot al regelui George al V-lea al Regatului Unit și al reginei Mary de Teck, văr primar al reginei Elisabeta a II-a.